# Georges Corbel
Pour les articles homonymes, voir Corbel.
Georges Jean Marie Corbel, né le 21 août 1942 à Lyon et mort le 18 février 2015, à Bron, est un joueur français de hockey sur gazon. Il fut licencié au FC Lyon Henri Cochet hockey club. Il a également été Président de la Fédération française de hockey de 1994 à 1996, sélectionneur national et président du FC Lyon. Il était ingénieur en physique nucléaire de profession. Il est  inhumé à Caluire-et-Cuire le 23 février 2015 après une cérémonie au Grand Temple de Lyon.

## Palmarès
- Participations à trois JO[5] : aux Jeux olympiques d'été de Rome en 1960, aux Jeux olympiques d'été à Mexico en 1968 (10e), et aux Jeux olympiques d'été à Munich en 1972 (12e).
- 1re sélection : 14 septembre 1960 (à 18 ans).
- 4e du 1er Championnat d'Europe de hockey sur gazon, en 1970 à Bruxelles.
- Participation à la 1re victoire de l'équipe de France sur celle de l'Inde, en janvier 1965 lors d'une tournée de cinq semaines dans ce pays (il marque le tout premier but de ce séjour, avec au programme 11 matchs face à l'équipe nationale).
- Dix fois champion de France sur gazon consécutivement[6] avec le FCLHC, en 1968, 1969, 1970, 1971, 1972, 1973, 1974, 1975, 1976, et 1977.
- Champion de France en salle en 1968 (à la première édition de l'épreuve).

## Hommages

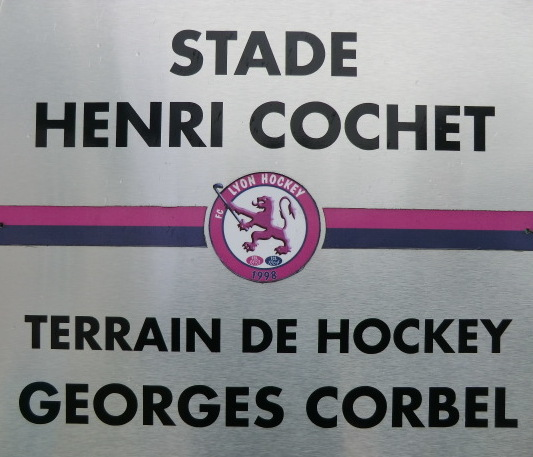
Plaque à l'entrée du stade Georges-Corbel.

Le terrain de hockey de Caluire-et-Cuire, au stade Henri-Cochet, porte son nom depuis son inauguration en novembre 2006.